# Cistus grancanariae
Cistus grancanariae är en solvändeväxtart som beskrevs av Marrero Rodr., R.S.Almeida, C.Ríos. Cistus grancanariae ingår i släktet Cistus och familjen solvändeväxter. Inga underarter finns listade i Catalogue of Life.